# Paolo Petronelli
Paolo Petronelli (Albisola Superiore, 26 gennaio 1969) è un ex pallanuotista italiano.
Con il Savona è stato per due volte vicecampione d'Italia ed ha disputato una finale di Coppa dei Campioni ed una di Coppa Italia, con la Pro Recco invece è stato vicecampione d'Italia e finalista di Coppa LEN,

## Palmarès

### Club
- Campionato italiano: 4

R.N. Savona: 1990-91, 1991-92, 2004-05
Pro Recco: 2001-02
- Coppe Italia: 3

R.N. Savona: 1989-90, 1990-91, 1992-93
- Eurolega: 1

Pro Recco: 2002-03
- Coppe LEN: 1

R.N. Savona: 2004-05

### Nazionale
- Argento nella Coppa del Mondo: 1

Italia: Atlanta 1995
- Oro ai campionati europei: 2

Italia: Sheffield 1993, Vienna 1995